# Revolution 9
«Revolution 9» es un collage sonoro experimental del álbum doble homónimo de The Beatles de 1968 (también conocido como el "Álbum Blanco"). La composición, atribuida a Lennon–McCartney, fue creada principalmente por John Lennon con la colaboración de Yoko Ono y George Harrison. Lennon afirmó que intentaba plasmar una revolución a través del sonido. La composición estaba influenciada por el estilo vanguardista de Ono, así como por la música concreta de compositores como Edgard Varèse y Karlheinz Stockhausen.
La pieza alcanzó la cima de  experimentación de estudio en su tiempo; además, la inclusión de collages de sonidos (de aproximadamente cien fragmentos de cinta, voces y música) y música concreta en un lanzamiento de música popular fue algo sin precedentes, lo mismo que la inclusión temprana de lo que hoy se conoce como samples.
Su grabación empezó como un final extendido de la canción "Revolution 1", a la que se le añadieron clips musicales, vocales, de sonidos, bucles de cintas y efectos sonoros, después editado y manipulado con técnicas de modificación de sonidos. Así como "Revolution" estuvo inspirada por los disturbios revolucionarios mundiales de 1968, "Revolution 9" expresaba la captura de la violencia de una guerra futura. Con una duración de ocho minutos y veintiún segundos, es la canción más larga del álbum y, a su vez, la canción más larga que Los Beatles lanzaron oficialmente.
El trabajo se acreditó como Lennon/McCartney (como en toda pieza escrita por cualquiera de ellos dos), aunque el esfuerzo fue principalmente de John Lennon. La influencia vanguardista de Yoko Ono en las composiciones y letras de Lennon es obvia en esta composición. George Harrison y Ringo Starr llegaron a hacer pequeñas contribuciones en él, mientras que  Paul McCartney no participó, por estar fuera. Se ha dicho incluso que Paul y George Martin, el productor del grupo, trataron de impedir que se incluyera en el álbum, pero dieciocho meses antes McCartney fue quien lideró una pieza experimental llamada "Carnival of Light", con más de trece minutos de duración, aún inédita. Finalmente el tema "Revolution 9" fue incluido como la penúltima canción del lado D.

## Antecedentes e inspiración
"Revolution 9", en realidad, no fue la primera incursión de los Beatles en grabaciones experimentales. El grupo introdujo un estilo vanguardista en su canción de 1966 "Tomorrow Never Knows" y, en enero de 1967, grabaron una pieza inédita titulada "Carnival of Light". McCartney afirmó que la obra se inspiró en los compositores Stockhausen y John Cage. Stockhausen también era uno de los favoritos de Lennon y apareció en la portada del álbum Sgt. Pepper. El crítico musical Ian MacDonald escribió que «Revolution 9» podría haber estado influenciado especialmente por los Hymnen de Stockhausen.
Otra influencia en Lennon fue su relación con Yoko Ono. Lennon y Ono habían grabado recientemente su propio álbum vanguardista, Unfinished Music No.1: Two Virgins. Lennon comentó: "Una vez que escuché su música —no solo los chillidos y aullidos, sino también sus fragmentos de palabras, su forma de hablar, su respiración y todas esas cosas extrañas...— me intrigó, así que quise hacer uno". Ono asistió a las sesiones de grabación y, según Lennon, lo ayudó a seleccionar qué bucles de cinta utilizar.
En una entrevista de 1992 para la revista Musician, George Harrison dijo que fueron él y Ringo Starr quienes seleccionaron los sonidos, provenientes de la biblioteca de cintas de EMI, incluido el diálogo ""Number nine, number nine" ("Número nueve, número nueve"). Los autores Chip Madinger y Mark Easter escriben que el contenido de la pieza experimental menos conocida de Harrison, Dream Scene, grabada entre noviembre de 1967 y febrero de 1968 para su álbum Wonderwall Music, sugiere que Harrison tuvo una mayor influencia en "Revolution 9" de lo que se ha reconocido. En su libro sobre el Álbum Blanco de los Beatles, titulado "Revolution", David Quantick menciona a Lennon, Ono y Harrison como los "escritores reales", a pesar del crédito del compositor Lennon–McCartney. En el documental de 2011 George Harrison: Living in the Material World, Ono dice que "George, John y yo hicimos ['Revolution 9']" y que Harrison "en cierta manera lo instigó" y los empujó a crear la pieza.

## Estructura y contenido
Después de una introducción con un piano tomado de una canción no terminada de Paul McCartney, puede escucharse una voz repitiendo las palabras "number nine". Esta frase va perdiendo y ganando intensidad como un motivo. Después, el caos: melodías al revés, gritos, repeticiones, sonidos de animales y muchos más bucles de cintas.
Como algunas partes de "Revolution 9" son parte de otras piezas musicales (hay fragmentos de Sibelius o de Beethoven, por ejemplo), la pieza puede verse como un temprano ejemplo de sampling. Otros elementos acústicos perceptibles son varios fragmentos de diálogos aparentemente sin sentido, art trouvé, sonidos invertidos e incluso coros de rugby americano.[cita requerida]
El corte se grabó de manera similar a las cintas de "Tomorrow Never Knows", donde hay personas dando vueltas a bucles de cintas con lápices por los tres estudios de Abbey Road. John las mezcló en directo, y posteriormente añadió con George líneas muy extrañas como "the watusi", "the twist", "economically viable", "financial imbalance" y otras.[cita requerida]
La inclusión de la pieza en el álbum ocasionó varias discusiones entre Lennon y McCartney, pero al final la pieza se incluyó y es parte de su discografía.
- Ringo Starr que dice "Number Nine", de la fonoteca de Abbey Road. (Es la más perceptible.)
- Un coro con violines al revés.
- Mellotron Mark al revés (Lennon)
- Gritos diciendo "Right! Right! Right!"
- Gritos de mujer, llantos de bebés.
- Extracto de la orquesta de "A Day in the Life"
- Extracto del piano de "While My Guitar Gently Weeps"
- Madera tronando como el fuego
- George Martin diciendo "Geoff, put the red light on" repetido y con mucho eco.
- Yoko Ono diciendo "Baby, it's not that……if you become naked..."
- "…in balance, the Watusi, the twist…"
- "Take this brother, may serve you well"